# Gibus (transport en commun)
Pour les articles homonymes, voir Gibus.
Gibus, acronyme de Givors Bus, est le nom de l'ancien réseau de transport en commun des communes de Givors, Grigny et Ternay, trois communes du sud du département du Rhône. 
Le réseau a disparu le 1er janvier 2007, et remplacé par une extension du réseau TCL, lors de l'entrée de Givors et Grigny dans la Communauté urbaine de Lyon.
Le réseau transporte annuellement 950 000 passagers et les véhicules parcourent 500 000 kilomètres sur cette même période.

## Historique
Le réseau fut créé en 1988 et était exploité par la Société des transports de Givors (STG), filiale du groupe Keolis crée en 1984. L'autorité organisatrice des transports était le Syndicat mixte des transports urbains pour l'agglomération givordine (SYTUAG) créé en 1987 regroupant les trois communes desservies par le réseau, : Givors et Grigny et Ternay, soit un total de 30 000 habitants desservis.
Jusqu'en septembre 2004, le réseau se composait de trois lignes, les lignes 1 et 2 (cette dernière était partagée avec Faure Tourisme) qui n'ont que peu évolué et la ligne 3 qui n'était d'autre que l'intégration tarifaire de la ligne 101 reliant Lyon à Vienne du réseau départemental des cars du Rhône entre Grigny - Pasteur et Bans - Freyssinet et exploitée par TVRA (groupe Connex). Le réseau a alors été modifié comme suit : La ligne 1, représentant 70 % des déplacements, a été déviée dans le quartier du Vallon à Grigny et est doublée d'une ligne 1 bis plus directe et desservant la gare de Grigny-le-Sablon, la ligne 2 reste inchangée, la ligne 3 est entièrement redéployée et devient une ligne à part entière entre la gare de Givors-Ville et le collège de Bans, avec des services à certaines heures pour la Freydière et le Cimetière de Givors. À une date ultérieure, une branche de la ligne 2 fut créée à Ternay pour desservir la gare de Ternay et la branche du cimetière de la ligne 3 devient la ligne 4.
En 2005, le réseau reçoit son unique Irisbus Agora S.
Le 1er janvier 2007, les deux communes de la communauté de communes Rhône-Sud, Givors et Grigny, intègrent la communauté urbaine de Lyon et le périmètre du SYTRAL. Le réseau Gibus est alors repris par le réseau TCL et le SYTUAG est dissout : Les lignes 1, 1 bis, 2, 3 et 4 deviennent alors les lignes 211, 215, 212, 213 et 214 du réseau TCL et Gibus+ est maintenu quelque temps sous le nom Transport à la demande, qui ne dessert pas Ternay qui n'a pas intégrée ni la communauté urbaine ni le SYTRAL. La STG fut renommée Keolis Givors et fut progressivement intégrée à Keolis Lyon jusqu'en 2010, année de sa radiation du registre du commerce. L'Agora S et le Master, tout comme le dépôt, ont aussi été repris par le réseau TCL.
Un vestige de ce réseau subsistera jusqu'aux années 2010 : l'abri vert de l'arrêt Bertholon, qui a été déposé entre 2016 et 2020.

## Le réseau

### Autorité organisatrice
Créé en 1987, le Syndicat mixte des transports urbains pour l'agglomération givordine (SYTUAG) regroupe les communes de Givors, Grigny et Ternay soit environ 31 000 habitants desservis.
Organisé sous la forme d'un Syndicat intercommunal à vocation unique (SIVU), son conseil est constitué dans les années 2000 de huit membres représentant la communauté de communes Rhône-Sud et trois membres pour la commune de Ternay, le tout pour un budget de fonctionnement de 1,6 million d'euros en 2002.
Son siège était situé rue Bonnefond à Givors.

### Exploitant
Le réseau est exploité durant toute son existence par la Société des transports de Givors (STG) basée à Grigny, employant 23 personnes,.

### Lignes régulières
| No    | Date d'ouverture | Parcours                                                                                                | Arrêts | Période (à confirmer) |
| ----- | ---------------- | --- | ------ | --------------------- |
| 1     | 1988             | Grigny — La Colombe ↔ Givors — Vallée du Gier via Les Vernes, Gare Givors-Canal et Gare Givors-Ville    | 39     | L, Ma, Me, J, V, S, D |
| 1 bis | septembre 2004   | Grigny — La Colombe ↔ Givors — Vallée du Gier via Le Sablon, Gare Givors-Canal et Gare Givors-Ville     | 19     | L, Ma, Me, J, V, S, D |
| 2     | 1988             | Ternay ↔ Plateau de Montrond/Saint-Martin-de-Cornas via Gare de Ternay, Gare Givors-Ville et Les Vernes | 36     | L, Ma, Me, J, V, S    |
| 3     | septembre 2004   | Gare Givors-Ville ↔ CES de Bans via Gambetta et La Freydière                                            | 13     | L, Ma, Me, J, V, S, D |
| 4     | ?                | Gare Givors-Ville ↔ Junique via Cimetière de Givors                                                     | 6      | L, Ma, Me, J, V       |

### Gibus +
Fonctionnant les mercredis en vendredis matin, ce service sur réservation un jour à l'avance complétait le réseau régulier avec un trajet unique.

## Exploitation

### Arrêts de bus
Les arrêts étaient matérialisés par un poteau vert affichant les horaires avec une tête de mât reprenant les lignes, le nom de l'arrêt et le nom du réseau, complété le cas échéant par un abri de la même couleur,.

### Dépôt
Le dépôt était situé dans la zone industrielle du Recou sur la commune de Grigny et était partagé avec les Cars du roannais. Il est depuis 2007 utilisé par les TCL.

### État de parc
Le parc du réseau se composait des véhicules suivant au 31 décembre 2006 :
| Marque et modèle  | Nombre | Numéros de parc       | Mise en service                 | Réforme | Remarques                                                                               |
| ----------------- | ------ | --------------------- | ------------------------------- | ------- | --------------------------------------------------------------------------------------- |
| Gruau MG 36       | 1      | 21                    | 1992                            | 2007    | -                                                                                       |
| Renault R312      | 10     | 43 à 49, 51, 63 et 64 | 1990 à 1993, 1996, 2001 et 2005 | 2007    | 51 ex-Allemagne de 1997 arrivé en 2001, 63 et 64 ex-STRD Dijon de 1992, arrivés en 2005 |
| Irisbus Agora S   | 1      | 52                    | 2005                            | 2007    | Repris par les TCL sous le numéro 1200                                                  |
| Renault Master II | 1      | 25                    | 2006                            | 2007    | Repris par les TCL                                                                      |

Il a par le passé compté, :
| Marque et modèle  | Nombre | Numéros de parc       | Mise en service | Réforme            | Remarques |
| ----------------- | ------ | --------------------- | --------------- | ------------------ | --- |
| Saviem SC10 U     | 7      | 30 à 33, 36, 37 et 39 | décembre 1987   | 1993, 1995 et 1996 | ex-RATP de 1969 (no 39) et 1975, le 39 servait pour pièces et avait toujours la livrée RATP                  |
| Renault R312      | 3      | 40 à 42               | 1989            | 1996               | Vendus à Trans-Roissy                                                                                        |
| CBM TDU 850       | 2      | 34 et 35              | décembre 1987   | 1989               | ex-CTRB de Belfort de 1980, le 34 servait pour pièces                                                        |
| Berliet PR 100 MI | 2      | 81 et 82              | 1997            | -                  | Ex-TCL Lyon de 1980                                                                                          |
| Citroën C35 LD    | 1      | 38                    | -               | -                  | Immatriculation de 1978 antérieure à la création du réseau, porte une livrée bleue avec le blason de Givors. |

Trois bus de location ont roulé sur le réseau durant le premier semestre de 1989, en attendant la livraison des R312 ayant repris leurs numéros de parc :
- 1 Renault SC10 R no 40 (ancien démonstrateur de Renault VI) ;
- 2 Berliet PR 100 MI nos 41 et 42 (ex-Sibra d'Annecy puis TRAM de Melun).

Enfin quatre véhicules ont été affrétés par les cars Faure au fil des ans :
| Marque et modèle | Nombre | Mise en service | Réforme | Remarques               |
| ---------------- | ------ | --------------- | ------- | ----------------------- |
| Setra S140 ES    | 1      | 1998            | -       | -                       |
| Van Hool T815 CL | 1      | 1991            | -       | -                       |
| Setra S215 SL    | 1      | 1998            | 2007    | ex-Cars d'Orsay de 1988 |
| Setra S215 RL    | 1      | -               | -       | -                       |

## Tarification et financement
Le financement est notamment assuré par le versement transport fixé à un taux de 0,6 % et par les contributions des collectivités membres.
La tarification est constituée de tickets vendus à l'unité (1 €) ou en carnet de 10 (avec tarifs réduit pour les scolaires et les seniors), de tickets aller/retour pour les scolaires, d'abonnements mensuels selon la tranche d'âge et d'un abonnement combiné Gibus/SNCF pour les détenteurs d'un abonnement SNCF,.
Le réseau disposait d'une agence commerciale, le Point info Gibus situé rue Victor Hugo à Givors.